# Schaal Sels 1997
La Schaal Sels 1997, settantaduesima edizione della corsa, si svolse il 2 settembre 1997 su un percorso di 194 km. Fu vinta dal belga Tom Steels della Mapei-GB davanti al suo connazionale Jo Planckaert e all'olandese Jans Koerts.

## Ordine d'arrivo (Top 10)
| Pos. | Corridore            | Squadra                 | Tempo    |
| ---- | -------------------- | ----------------------- | -------- |
| 1    | Tom Steels           | Mapei-GB                | 4h19'44" |
| 2    | Jo Planckaert        | Lotto-Mobistar-Isoglass |          |
| 3    | Jans Koerts          | Rabobank                |          |
| 4    | Ronny Assez          | RDM-Asfra-Sitra         |          |
| 5    | Andy De Smet         | Ipso-Euroclean          |          |
| 6    | Godert de Leeuw      | Foreldorado-Golff       |          |
| 7    | Michael Van der Wolf | Foreldorado-Golff       |          |
| 8    | Filip Vereecke       |                         |          |
| 9    | Gert Vanderaerden    | Palmans-Lystex          |          |
| 10   | Wim Weyns            |                         |          |